# Фармакология спорта
Фармакология спорта (спортивная фармакология) – одна из медико-биологических наук, которая должна решать задачи сопровождения тренировочного процесса спортсмена.
На современном этапе развития спорта и спортивной медицины резко повысилось значение фармакотерапии в спорте и ответственности за её применение. Появление новых препаратов, новых методик их применения требует точного знания фармакологии по фармакокинетике, фармакодинамике, показаний, противопоказаний, учета побочных эффектов и т.д. конкретного препарата.
Сейчас мы чаще всего встречаемся с двумя позициями: "лекарство и спорт несовместимы" и "без допинга не бывает чемпионов". Часто такая полярность мнений связана с недостатком объективной информации, касающейся различных аспектов применения лекарств и активных добавок спортсменами. Если спортсмен, тренер, врач не знает как точно применить фармакологический препарат, биологически активную добавку – лучше этого не делать вовсе.
Средства и методы фармакологии, разрешенные к применению в спорте Медико-научной комиссией МОК и Всемирным антидопинговым агентством могут и должны широко использоваться в подготовке спортсменов различных видов, спортивных квалификаций и возрастов.

## Основные задачи фармакологии спорта
- Фармакологическое сопровождение тренировочного и соревновательного процесса спортсмена. Фармакология должна помогать спортсмену облегчить соблюдение режимов физических нагрузок[1].
- Фармакологическая программа должна комплексно воздействовать на максимальное количество факторов, ограничивающих работоспособность спортсмена минимальным числом и дозировкой. Применяться должны средства с доказанной эффективностью в оптимальных режимах и дозировках[2][3].
- Сохранение здоровья спортсмена и продление спортивного долголетия. Сопровождение фармакологическими средствами необходимо осуществлять и по окончании спортивной карьеры, когда происходит перестройка анатомо-морфологических свойств организма спортсмена.

## Составные части фармакологии спорта
- Постоянный и непрерывный врачебный контроль за фармакологическим сопровождением тренировочного и соревновательного процесса.
- Борьба с регулярным стрессом (тренировочным и соревновательным).
- Активное постнагрузочное восстановление.
- Лечение предпатологических и патологических состояний.
- В практике спорта высших достижений необходима коррекция факторов, лимитирующих работоспособность[4].

## Научные исследования фармакологии спорта
Внедрение фармакологических препаратов в спорте могут быть затруднены из-за высокой сложности при формировании однородных основной и контрольной групп практически по всем параметрам (пол, возраст, уровень мастерства, состояния здоровья и т.д.). Ряд авторов (А.Г. Рудаков, 1990; А.Г. Макарова, 1999; О.С. Кулиненков, 2001) предлагают ориентироваться на клинические исследования конкретного препарата, учитывая его эффективность по характеру физической нагрузки, его фармакокинетике, минимальным побочным действиям и осложнениям.
При оценке эффективности препаратов данные могут не совпадать в условиях стендовых испытаний, полевых испытаний и соревнований ввиду очевидного различия воздействующих внутренних и внешних факторов. Конечный итог в испытаниях эффективности препарата почти всегда остается за соревновательным результатом, что практически не всегда верно.

## Особенности фармакологии спорта
- Отсутствие "золотых стандартов" и "протоколов применения", как это практикуется в лечебном деле клинической медицины. Использование классических принципов доказательной медицины в спортивной практике часто бывает затруднено из-за невозможности подобрать контрольную группу такого же класса[5].
- Присутствие "третьего" в лице тренера, который имеет свой опыт и предпочтения в фармакологическом сопровождении тренировочного процесса и соревнований (О.С. Кулиненков, 2022[8]).
- При назначениях фармакологических средств врачу приходится разъяснять ситуацию, когда в "показаниях к применению" первыми указываются те, что приносят коммерческий успех, и  отодвигаются на второй план другие показания.
- Практически постоянное изменение (повышение) функционального состояния спортсмена затрудняет назначения. Например, некоторые средства, эффективные в массовых разрядах, "не работают" или работают иначе в спорте высших достижений.
- Ответственность спортсмена, который должен знать, что он принимает, возможные последствия, побочное действие, угрозу осложнений.
- Понятие "Допинг", которое может использоваться в том числе и для политизирования спорта.